# Andrea Schiavone

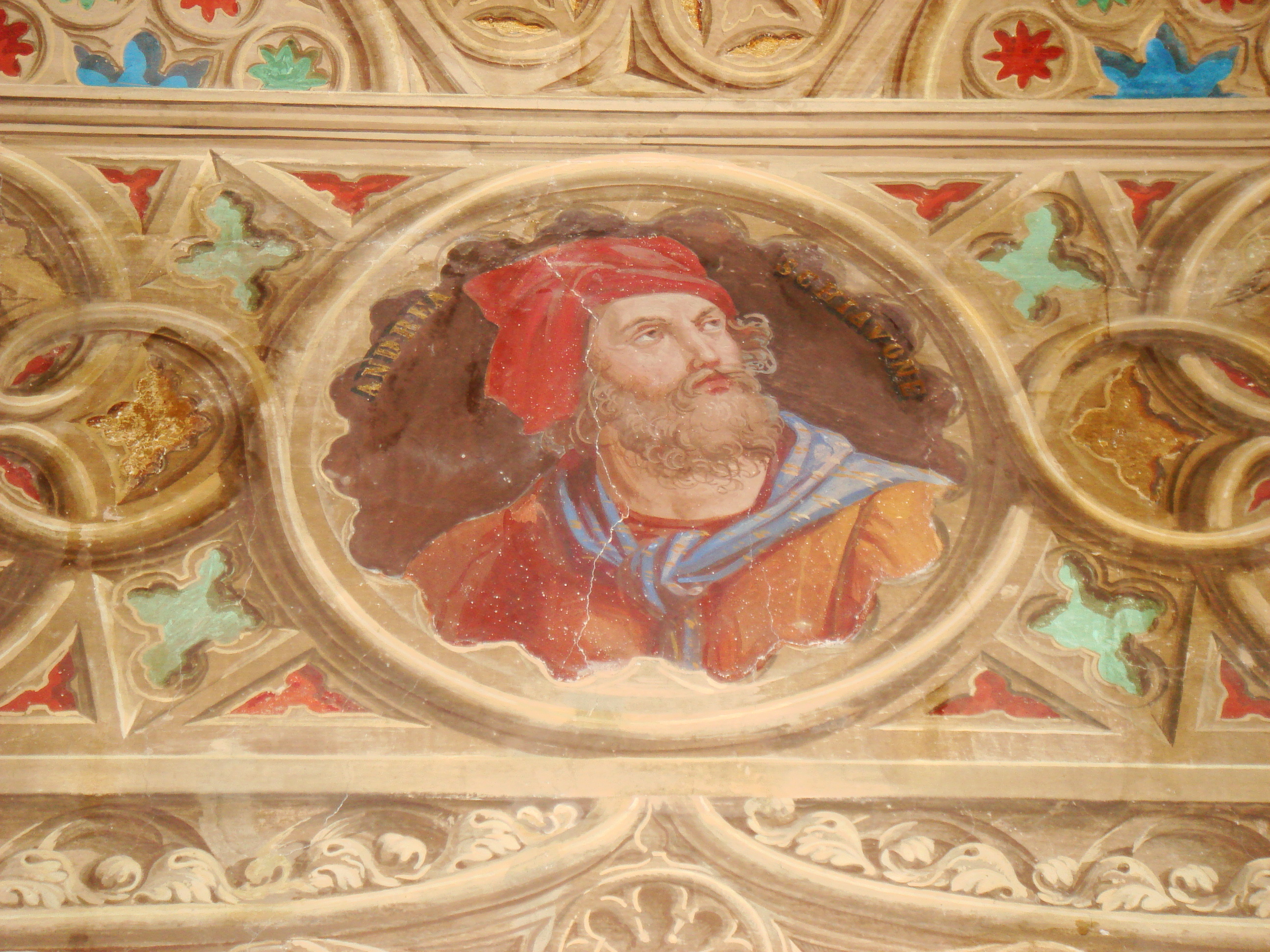
Pietro Poletti, Ritratto di Andrea Schiavone, Villa Torlonia, Roma

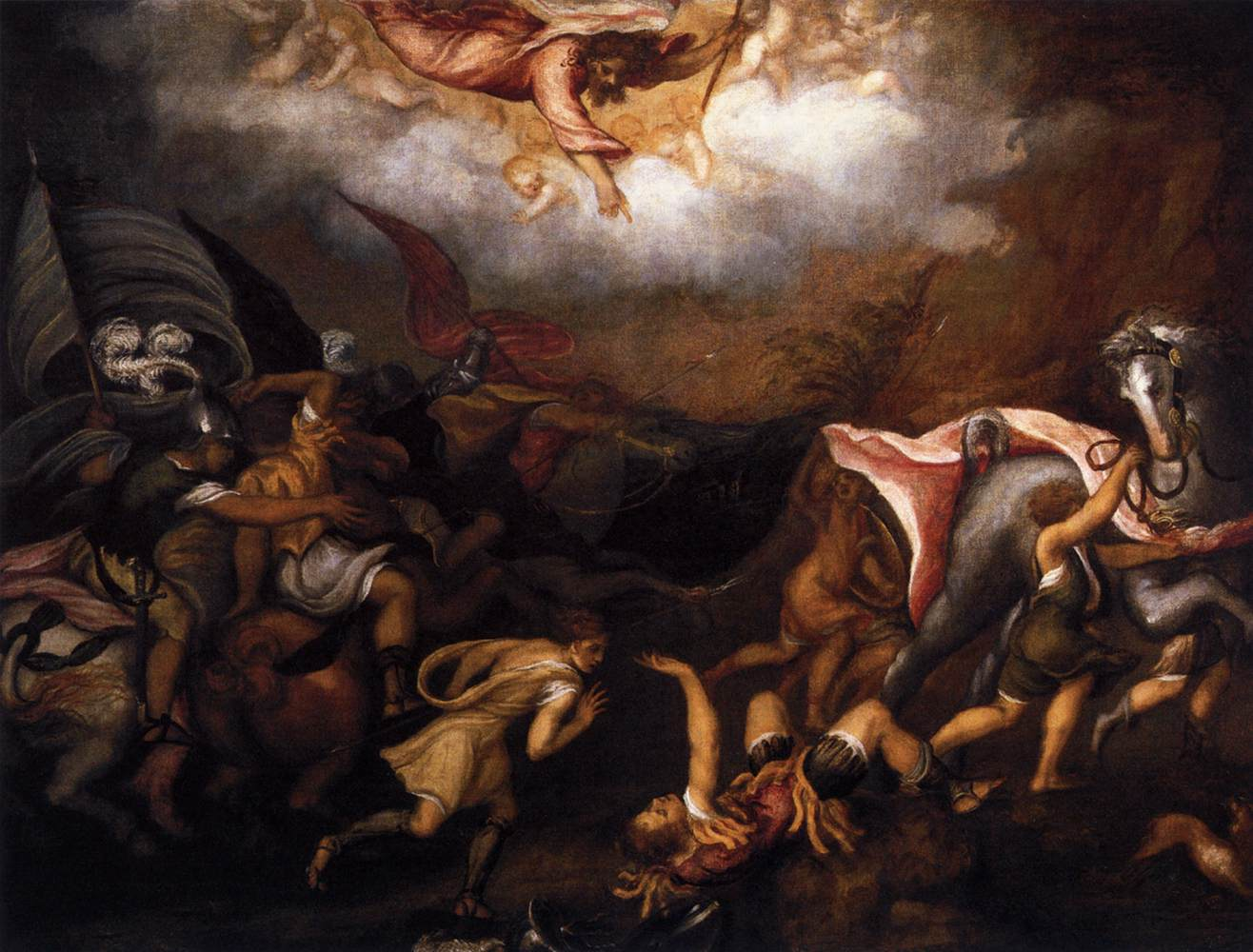
Conversione di san Paolo, Venezia, Fondazione Querini Stampalia

Andrea Meldolla o Medulich, detto Andrea Schiavone o lo Schiavone, (Zara, 1510/1515 – Venezia, 1º dicembre 1563) è stato un pittore e incisore italiano, attivo soprattutto a Venezia. È uno dei protagonisti del Manierismo veneto.

## Vita e opere
Detto Schiavone per via del luogo di nascita benché la famiglia fosse originaria di Meldola, ebbe una formazione quasi da autodidatta formandosi sulle stampe del Parmigianino, del Tintoretto e di Francesco Salviati. L'influenza che su di lui ebbe l'arte dei contemporanei Tiziano e Tintoretto è stravolta nel suo monumentalismo esasperato, nel suo stile enfatico e quasi espressionista che sarà esemplare per le successive sperimentazioni di Jacopo Bassano e Rembrandt.
Bisognerebbe considerare l'influenza di un altro pittore, Lorenzo o Pietro Luzzo, chiamato "Zarotto" che portò a Venezia gli spunti derivanti dalla pittura romana antica, protoimpressionista, in ambito Giorgionesco. Vedi in particolare il dipinto di Schiavone "Incontro di un uomo e una donna".
Tra le sue opere, l'Adorazione dei Magi (1547) alla Pinacoteca Ambrosiana di Milano, i Filosofi nella Biblioteca nazionale Marciana di Venezia, nella Chiesa dei Carmini a Venezia sono presenti sue tele sulle cantorie attuali, Caino e Abele (circa 1542) nella Galleria Palatina degli Uffizi e le ante dell'organo (circa 1550) per la chiesa di san Pietro a Belluno.
In virtù dei suoi natali, che come detto gli meritarono il soprannome di Schiavone, Meldolla è anche noto col nome slavo Andrija Medulić, soprattutto in Croazia.